# Grand-Bassam (departement)
Grand-Bassam är ett departement i Elfenbenskusten. Det ligger i regionen Sud-Comoé, i den sydöstra delen av landet, 250 km sydost om huvudstaden Yamoussoukro.